# Hurtsboro
Hurtsboro – miasto (zał. w 1857) w Stanach Zjednoczonych, w stanie Alabama, w hrabstwie Russell. W roku 2023 miasto zamieszkiwało 340 osób, a gęstość zaludnienia wynosiła 125,9 osoby/km².